# La Canova (Bordils)
La Canova o Mas Pujadas és una masia de Bordils (Gironès) inclosa a l'Inventari del Patrimoni Arquitectònic de Catalunya.

## Descripció
És una antiga masia de planta quadrada, desenvolupada en planta baixa, pis i golfes. Les parets estructurals són de maçoneria amb un rebatut a la façana que deixa a la vista els carreus de les cantonades i els d'algunes finestres. La façana est dona a un pati tancat amb l'accés principal, i a edificacions auxiliars que no ha estat possible visitar. La coberta és de teula àrab a quatre vessants. La planta baixa presenta contraforts en el seu perímetre. L'edifici ha estat bastant modificat a nivell d'obertures. Es conserven parcialment els arrebossats exteriors.
El porxo és un edifici d'ús agrícola de planta rectangular, amb parets de maçoneria i carreus a les cantonades. Presenta una coberta a dues vessants feta amb cairats, llates i teules. L'element més remarcable és un pilar central construït amb carreus bisellats que suporta una jàssera, també de fusta, situada a sota el carener. Una part de la coberta és en voladís. La part posterior del porxo és independent i dona al pati tancat del mas. És un edifici construït originàriament per emmagatzemat la palla i els estris del camp, concebut com un element independent del mas.